# Fricadelle (cuisine africaine)
Ne doit pas être confondu avec fricadelle.

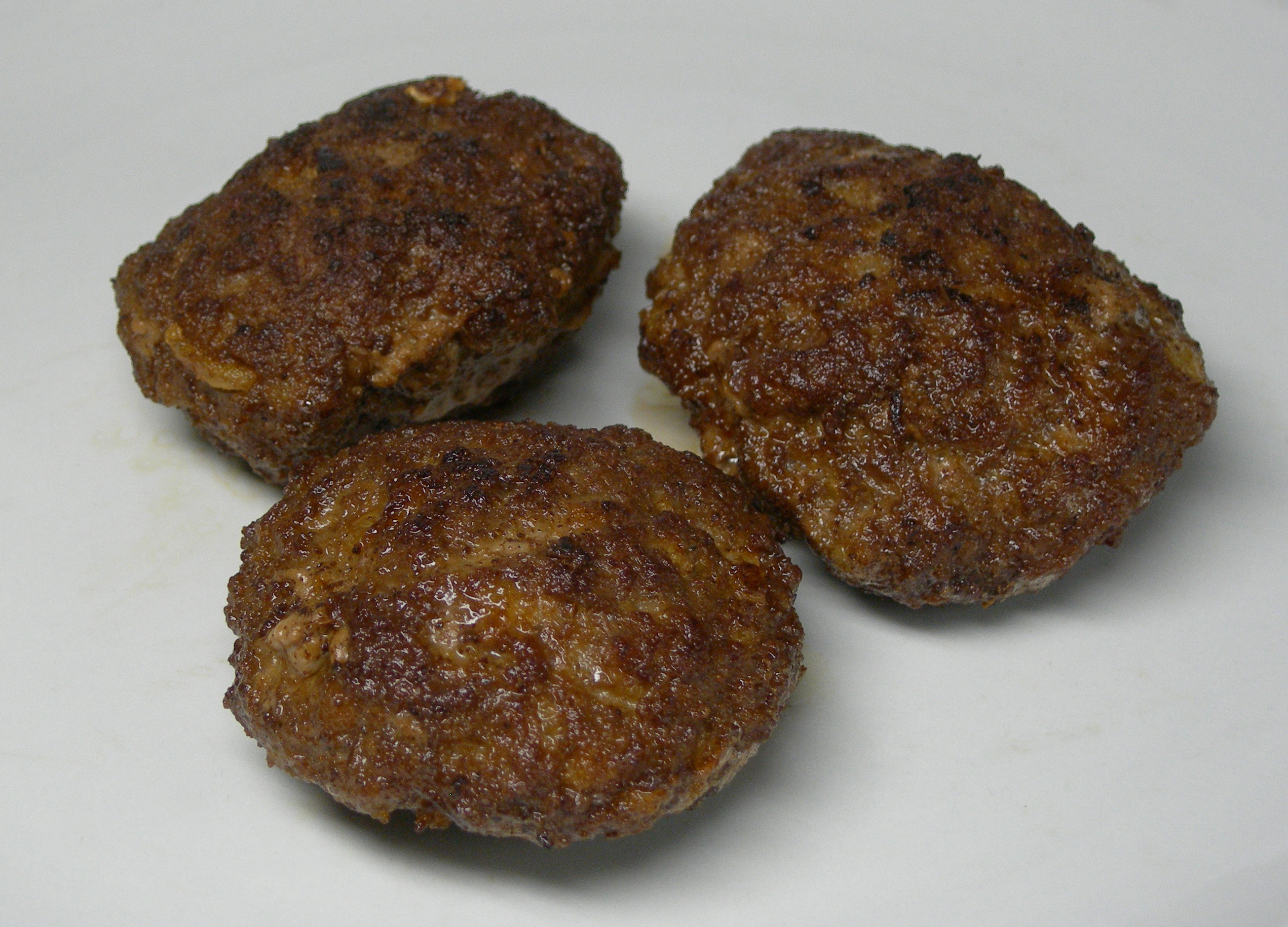
Fricadelles

Les fricadelles (aussi orthographiées frikadels et frikkadels) sont des boulettes de bœuf assaisonnées de la cuisine afrikaner traditionnelle.